# Манчаари
Василь Федоров, або Манчаари, або Басилай Манчаари, або Василь Федорович Слободчиков (06.1805-06.11.1870) — якутський національний герой, народний месник. Образ Манчаари був неодноразово освітлений в російській, якутської та радянській літературі .
Ігри Манчаари — змагання з національних видів спорту, які проводяться в Якутії раз в чотири роки з 1968 року .

## Життєпис
Василь Федоров народився в Нерюктяйінському наслеге Хангаласського улусу. В молодості багатий родич Федорова, В. Слободчиков — Чоочо (за іншими джерелами Чочо), принизливо покарав його за незначний проступок. Федорова висікли на площі, що у якутів рівносильно позбавлення честі, а потім відправили до в'язниці і на каторжні роботи в Охотський солеварний завод. Манчаари вирішив помститися Чоочо. В одній з пісень про нього сказано: «Сік наших суглобів, наші сльози вони п'ють, тому жиріють …» .
У 1830—1840 роках Манчаари був керівником стихійних виступів бідноти проти соціальної несправедливості, віднімаючи багатство у багатих, роздавав його бідним. Відомо, що він з товаришами здійснив 18 набігів тільки влітку 1833 року. Його разом зі спільниками неодноразово ловила царська влада, але він утікав з в'язниці .
Манчаари відомий також тим, що за всю свою «розбійницьку» життя не вбив жодної людини, включаючи свого головного кривдника — дядька Чоочо, якого все ж тримав на мушці, але пробачив.
У 1847 році Манчаари засудили до 10 років тюремного ув'язнення, тримали в камері прикутим ланцюгом до стіни. Після закінчення терміну Манчаари залишався прикутим ще 2 роки, до 1859 року. Після цього його вислали на поселення в Бордонскій наслег Мархинського улусу, де він жив спокійним життям, одружився, обзавівся господарством. Помер 6 листопада 1870 року в віці 65 років. У 1928 році прийомний син Манчаари Сава Єгоров на прізвисько Бадьиай був ще живий, йому тоді було близько 70 років .

## Зовнішність
Прижиттєвих зображень Манчаари не збереглося. Існує скульптурний портрет Манчаари роботи радянського антрополога і скульптора Галини Лебединської, учениці М. М. Герасимова, Виконаний нею за методом Герасимова відновлення обличчя особи по черепу.

## Творчість
Найбільш ранні записи пісень Манчаари були зроблені в 1920-1930-х роках. До цього вони передавалися якутськими народними співаками в усній традиції. В цілому відомо більше 30 пісень, основною темою яких є любов до Батьківщини, віра в щасливе життя і протест проти соціальної несправедливості. Фахівці відзначають, що «пісні Манчаари створені у формі традиційної народної поезії якутів з багатою анафорой, алітерацією, стійкими епітетами, розлогими порівняннями, синтаксичними параллелизмами» .
Збереглося повідомлення, що Манчаари також виконував олонхо, тобто був олонхосутом або сказителем.